# Olší (district de Brno-Campagne)
Pour les articles homonymes, voir Olší.
Olší (en allemand : Olschi) est une commune du district de Brno-Campagne, dans la région de Moravie-du-Sud, en République tchèque. Sa population s'élevait à 333 habitants en 2020.

## Géographie
Olší se trouve à 13 km au nord-ouest de Tišnov, à 35 km au nord-ouest de Brno et à 152 km au sud-est de Prague.
La commune est limitée par Sejřek au nord, par Doubravník et Pernštejnské Jestřabí à l'est, par Skryje au sud, et par Drahonín à l'ouest.

## Histoire
La première mention écrite de la localité date de 1285.